# Carnoux-en-Provence
Carnoux-en-Provence település Franciaországban, Bouches-du-Rhône megyében. Lakosainak száma 6872 fő (2022. január 1.). Carnoux-en-Provence Aubagne, Cassis és Roquefort-la-Bédoule községekkel határos.

## Népesség
A település népességének változása:
| Lakosok száma | 2207 | 5149 | 6363 | 6896 | 6754 | 6615 | 6600 | 6498 | 6623 | 6872 |
|               | 1968 | 1982 | 1990 | 2006 | 2013 | 2015 | 2017 | 2019 | 2020 | 2022 |